# Sorrell og Søn (film)
Sorrell og Søn (originaltitel: Sorrell and Son) er en amerikansk Stumfilm, der havde premiere 2. december 1927 og blev nomineret til en Oscar for bedste instruktør ved den første oscaruddeling året efter.
Filmen er baseret på romanen af samme navn af Warwick Deeping. 

## Eksterne Henvisninger
- Sorrell og Søn på Internet Movie Database (engelsk)
- Sorrell og Søn i Svensk Filmdatabas (svensk)
- Sorrell og Søn på AlloCiné (fransk)
- Sorrell og Søn på MovieMeter (nederlandsk)
- Sorrell og Søn på AllMovie (engelsk)
- Sorrell og Søn hos American Film Institute (engelsk)
- Sorrell og Søn hos British Film Institute (engelsk)
- Sorrell og Søn på Turner Classic Movies (engelsk)
- Sorrell og Søn på The Movie Database (engelsk)
- Sorrell og Søn på Filmaffinity (engelsk)

1. ↑  Navnet er anført på engelsk og stammer fra Wikidata hvor navnet endnu ikke findes på dansk.